# Купичів
Ку́пичів — село в Україні, у Ковельському районі Волинської області. Входить до складу Турійської селищної громади. Населення становить 854 осіб.

## Історія
- За даними «Словника географічного Королівства Польського…», раніше в селі проживали 223 родини, з яких 186 були католиками, 37 — євангелістами (власне, «братами чеськими»). Католики зневажливо називали євангелістів «баранами».
- В селі працювали:
  - броварня, на якій вироблялись просте пиво, також баварське, портер
  - цегельня з піччю на 6000 цеглин, яка виробляла також кахель.[1]

12 червня 2020 року, відповідно до розпорядження Кабінету Міністрів України № 708-р «Про визначення адміністративних центрів та затвердження територій територіальних громад Волинської області», увійшло до складу Турійської селищної територіальної громади.
19 липня 2020 року, в результаті адміністративно-територіальної реформи та ліквідації  Турійського району, село увійшло до новоутвореного Ковельського району. 

## Населення
Згідно з переписом УРСР 1989 року чисельність наявного населення села становила 899 осіб, з яких 417 чоловіків та 482 жінки.
За переписом населення України 2001 року в селі мешкало 828 осіб.

### Мова
Розподіл населення за рідною мовою за даними перепису 2001 року:
| Мова       | Відсоток |
| ---------- | -------- |
| українська | 99,53 %  |
| російська  | 0,35 %   |
| білоруська | 0,12 %   |

## Відомі люди
- Лев Кішка — митрополит Київський і Галицький греко-католицької (унійної) Церкви; помер тут.
- Томан-Томанек Йозеф Вацлав — чеський поет і музикант.
- Антонюк Іван Миколайович — громадський діяч, краєзнавець, лейтенант, командир 1-ї роти 1-го механізованого батальйону 24 ОМБр Збройних сил України, учасник російсько-української війни, що загинув у ході російського вторгнення в Україну у 2022 році.
- Тімцо Леонід Миколайович (1983—2022) — солдат Збройних Сил України, учасник російсько-української війни, що загинув у ході російського вторгнення в Україну в 2022 році.

## Галерея пам'яток

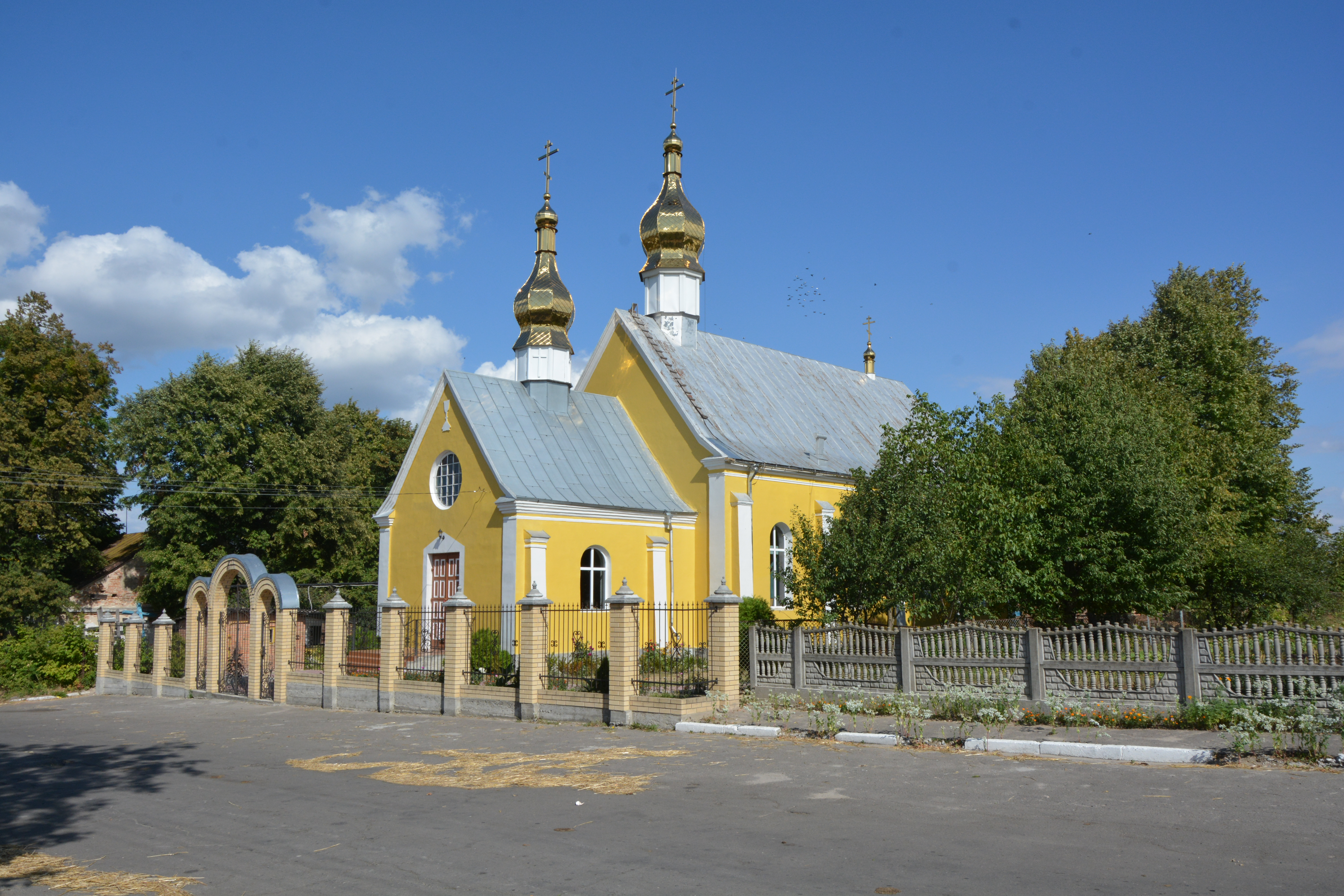
Церква Преображення Господнього - Євангельський костел (збудований чехами-переселенцями в 1933-1938 роках)
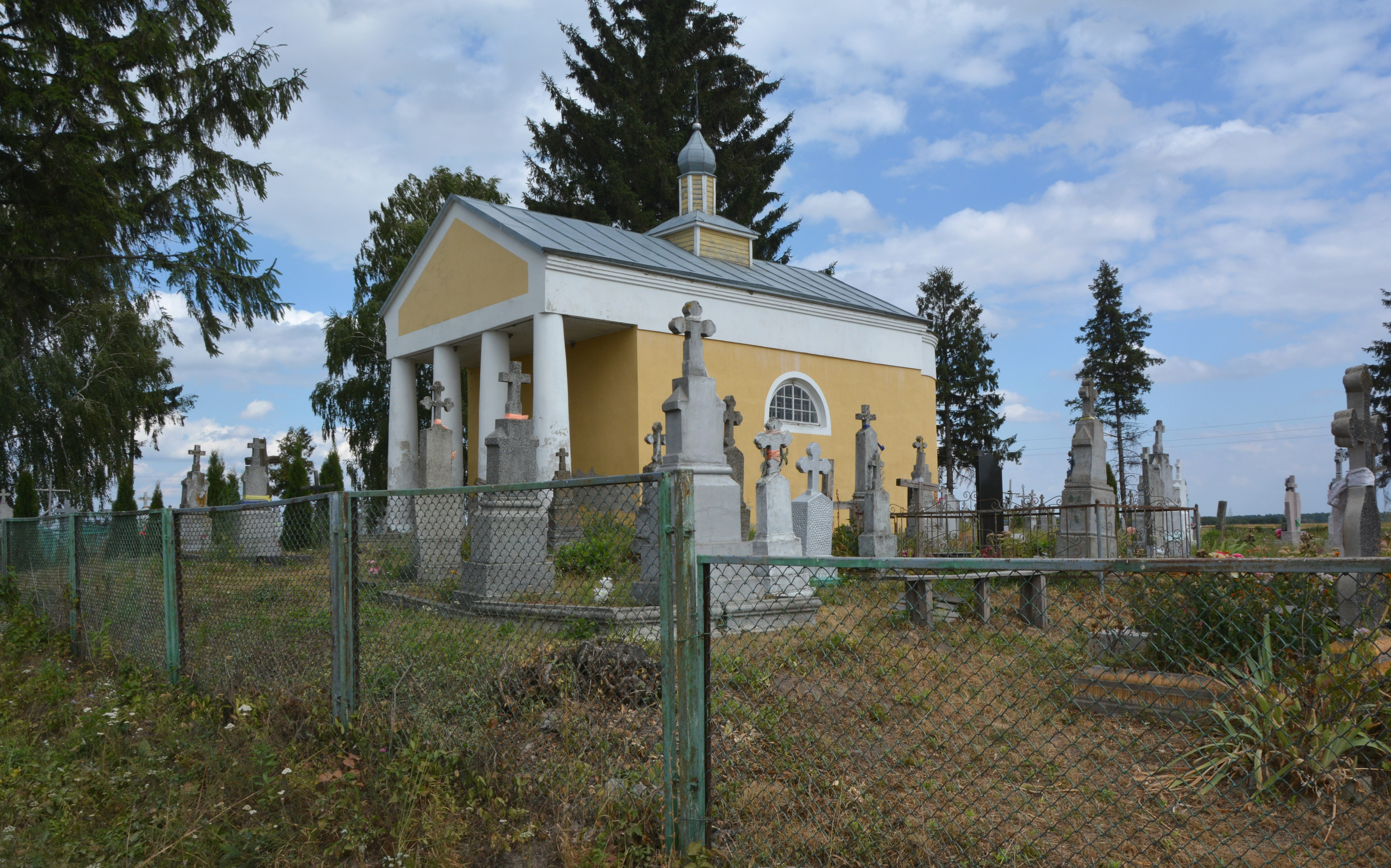
Троїцька церква (близько 1825 р.) - вигляд з дороги на с.Сушибаба
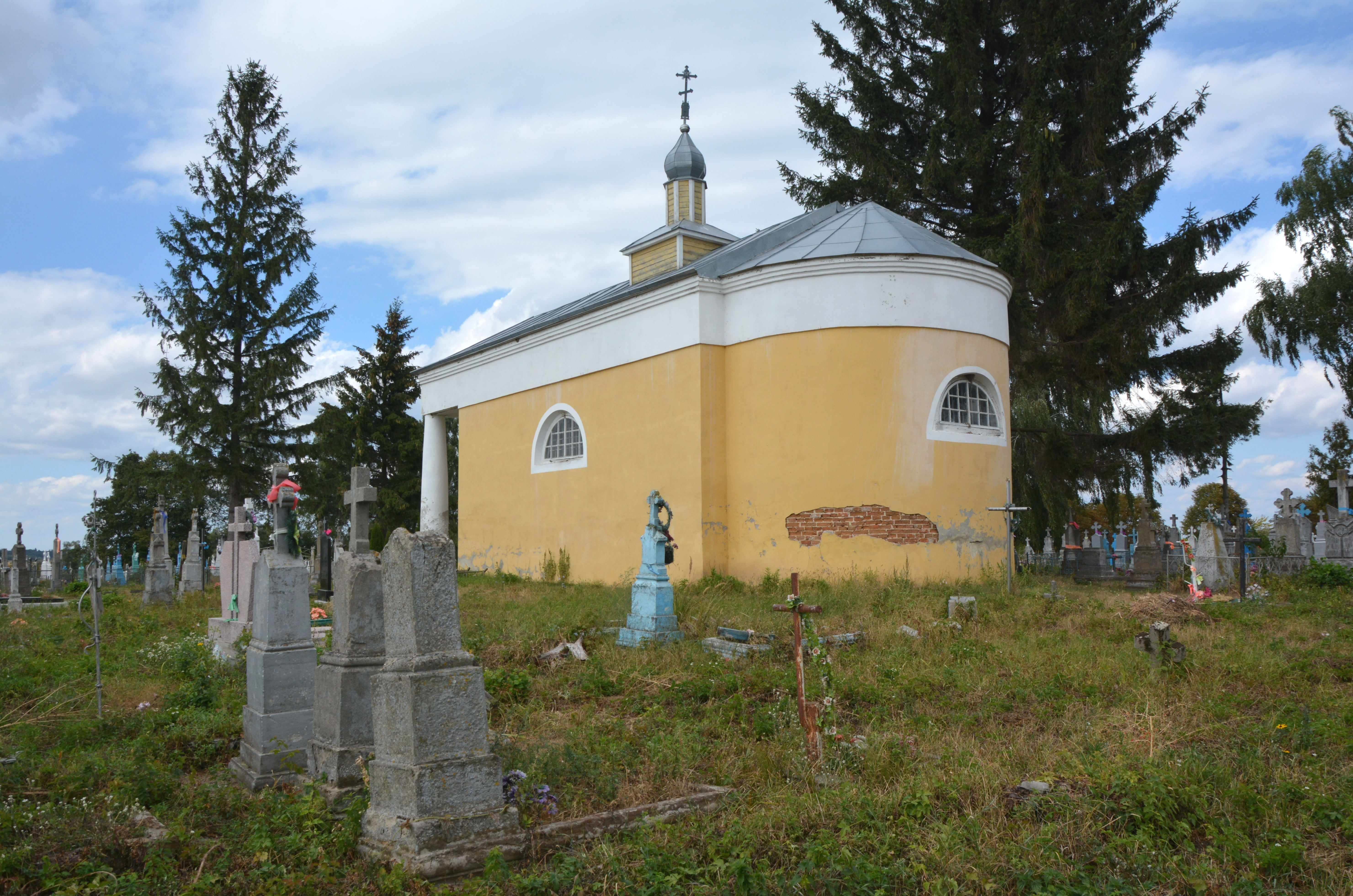
Троїцька церква - вигляд з цвинтаря
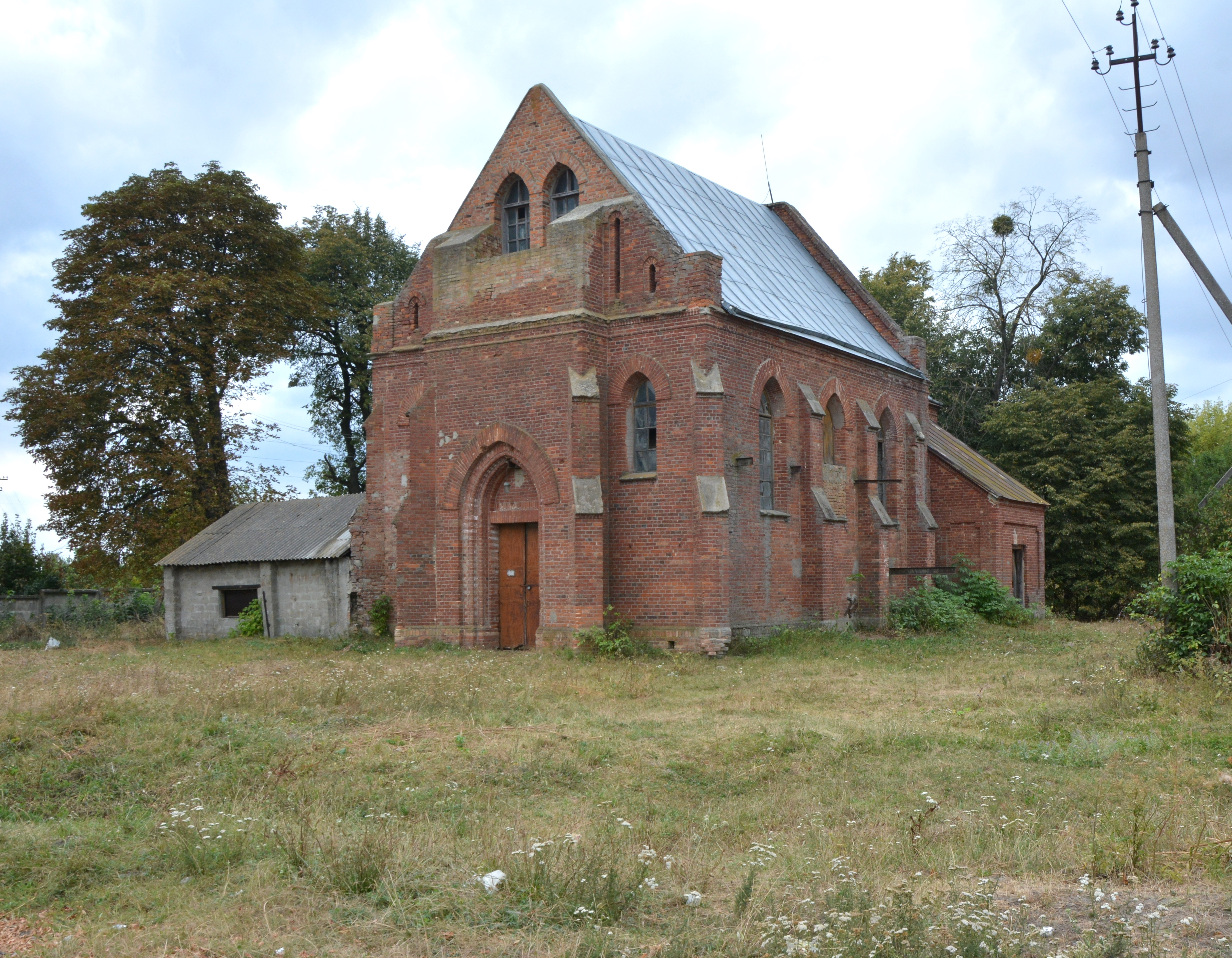
Католицький костел святого Вацлава (1912 р.) - вигляд з центрального входу
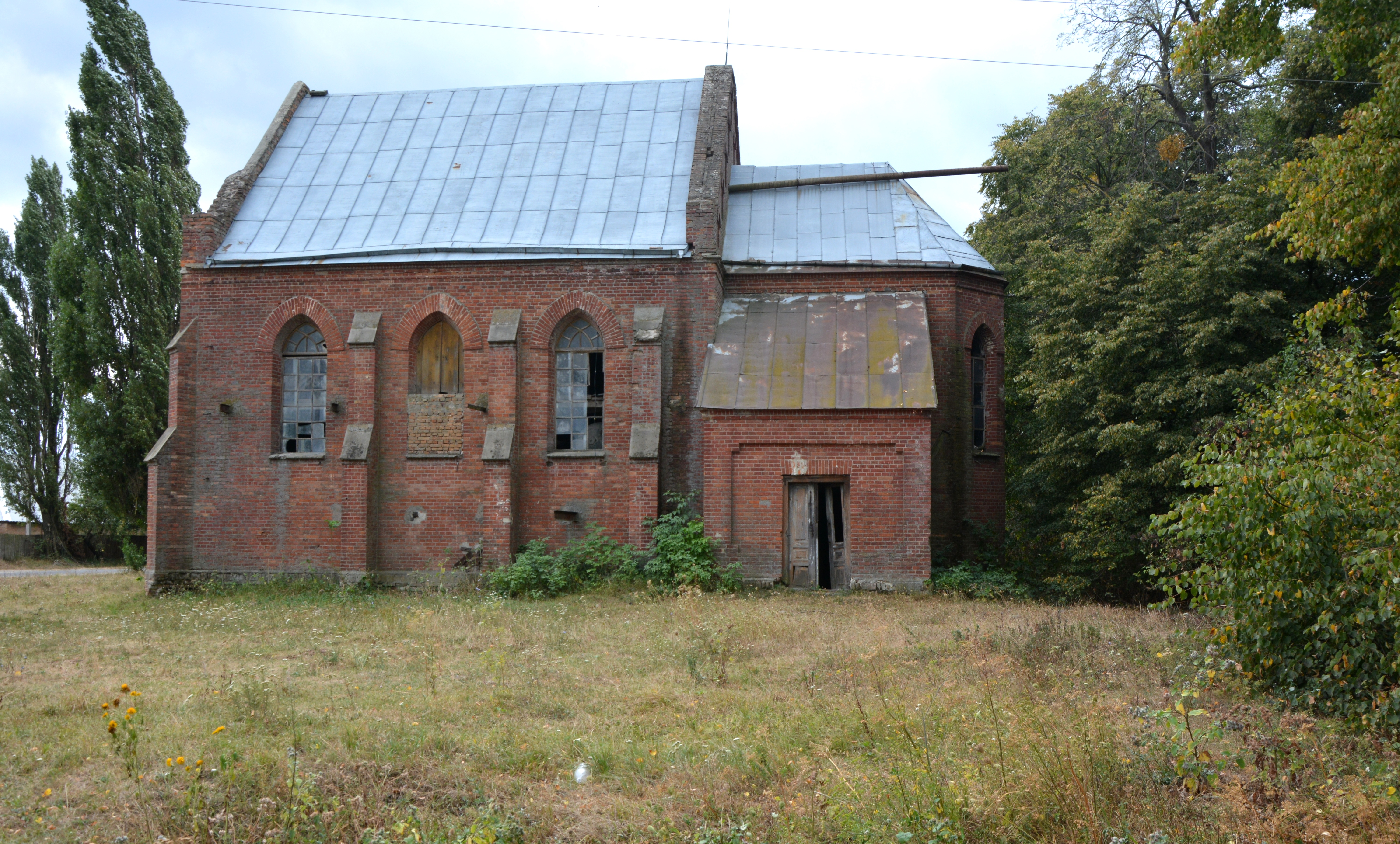
Католицький костел святого Вацлава - бічний вигляд
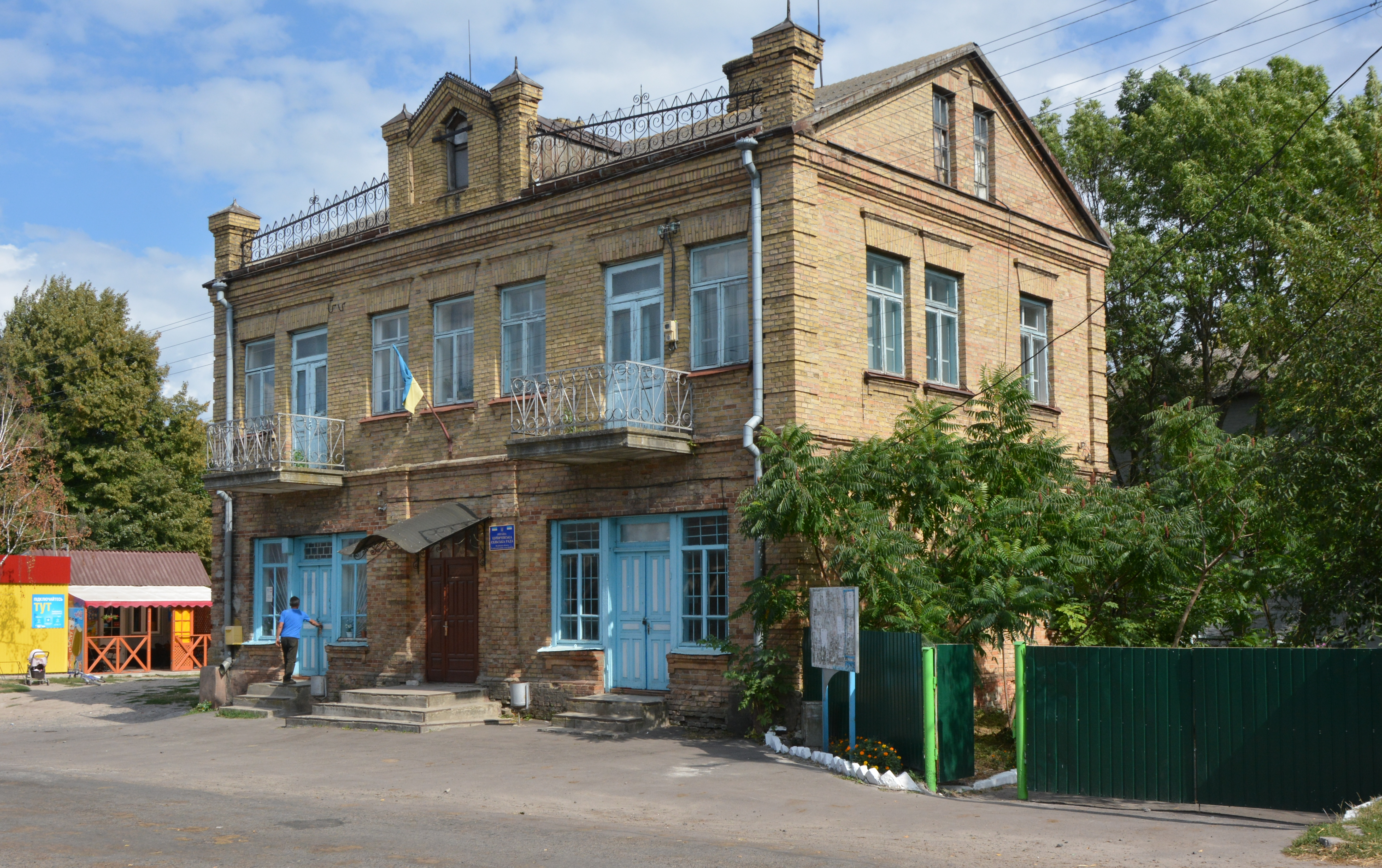
Будинок чеха Буяльського (1937 р.), нині - Купичівська сільська рада
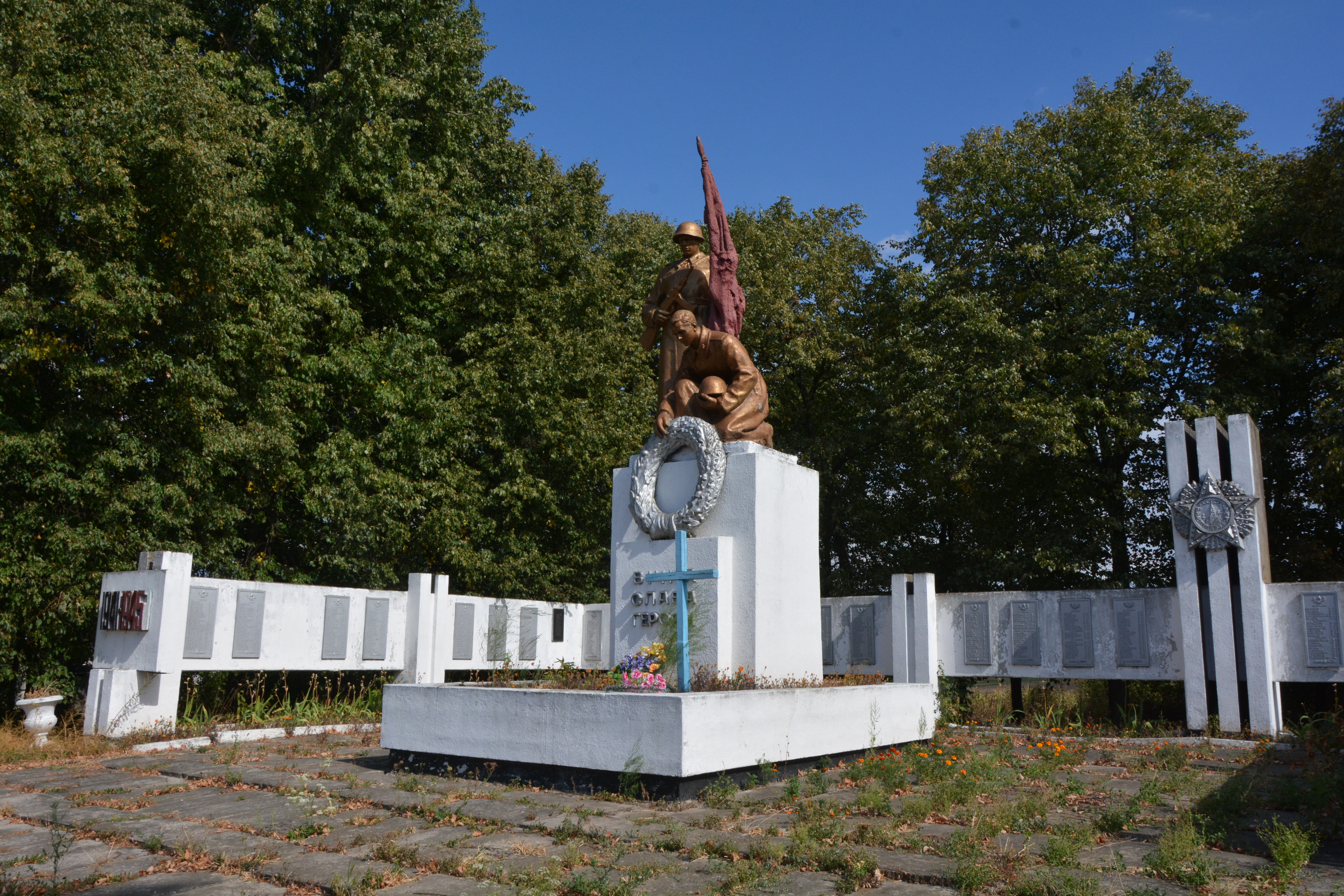
Меморіал та братська могила воїнів, загиблих у Другій світовій війні
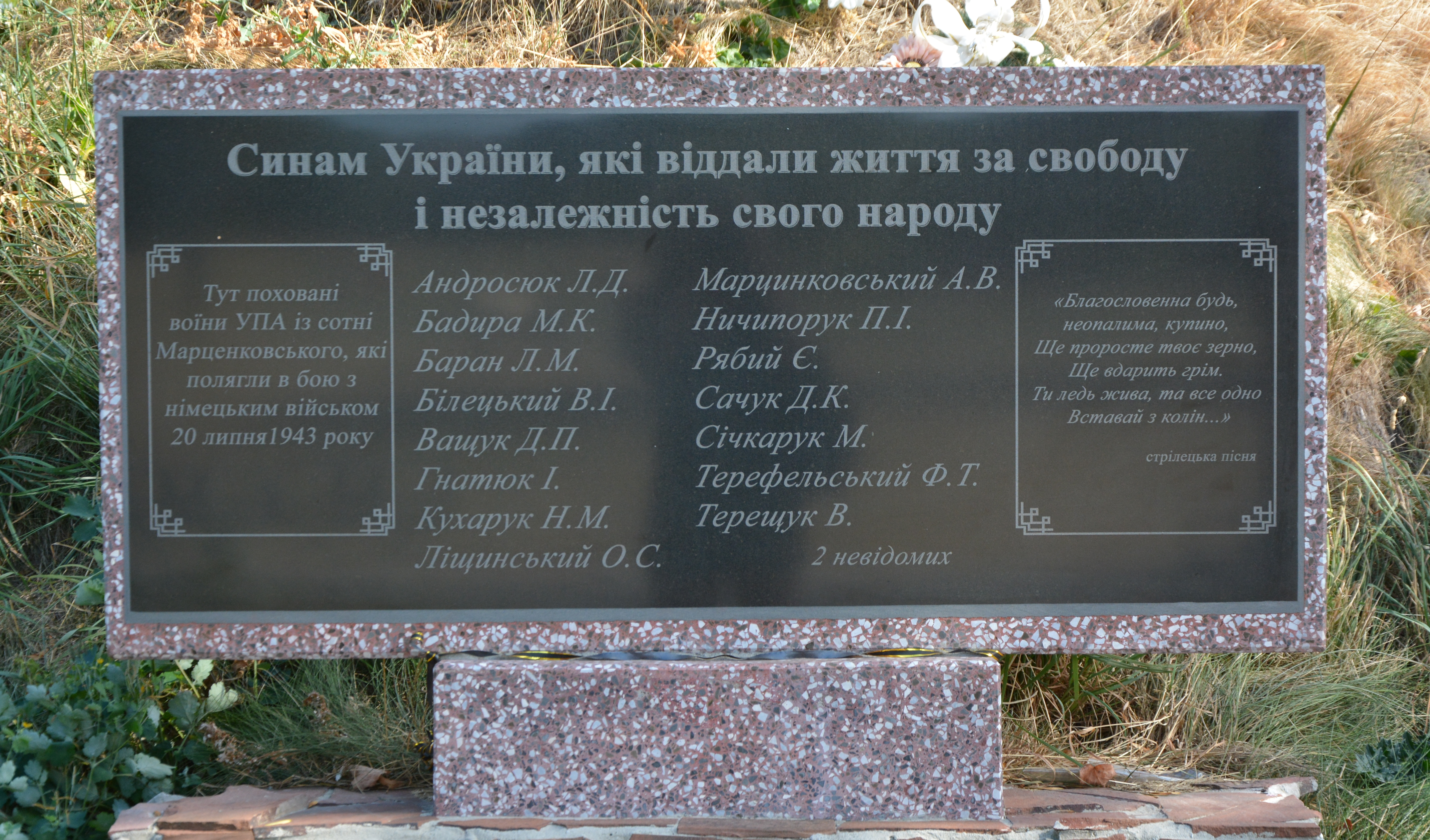
Меморіал та братська могила воїнів УПА (1943 р.)
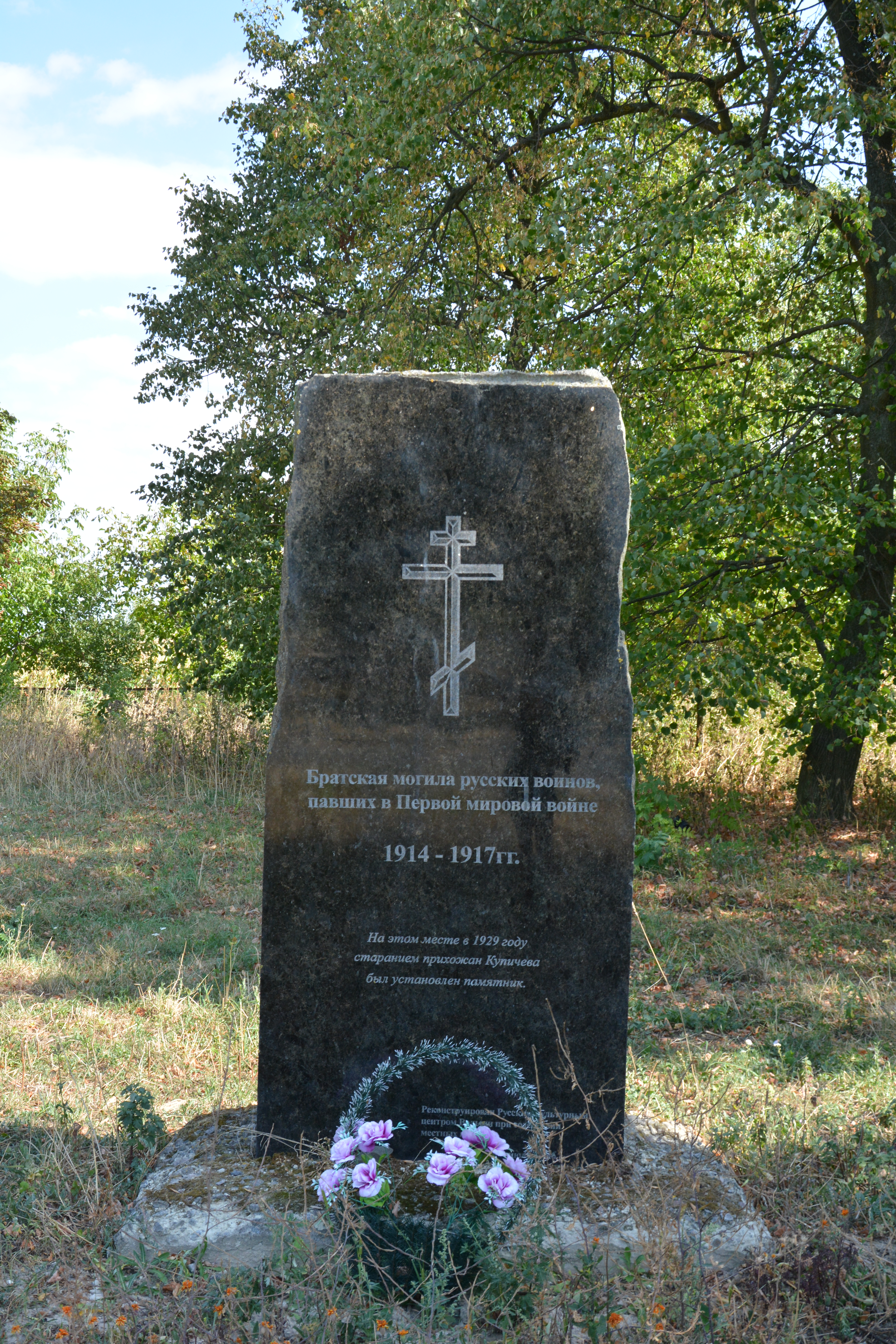
Пам'ятний знак "Братська могила російських солдат, загиблих у Першій світовій війні" 2005р. (Сама могила праворуч у глибині скверу)
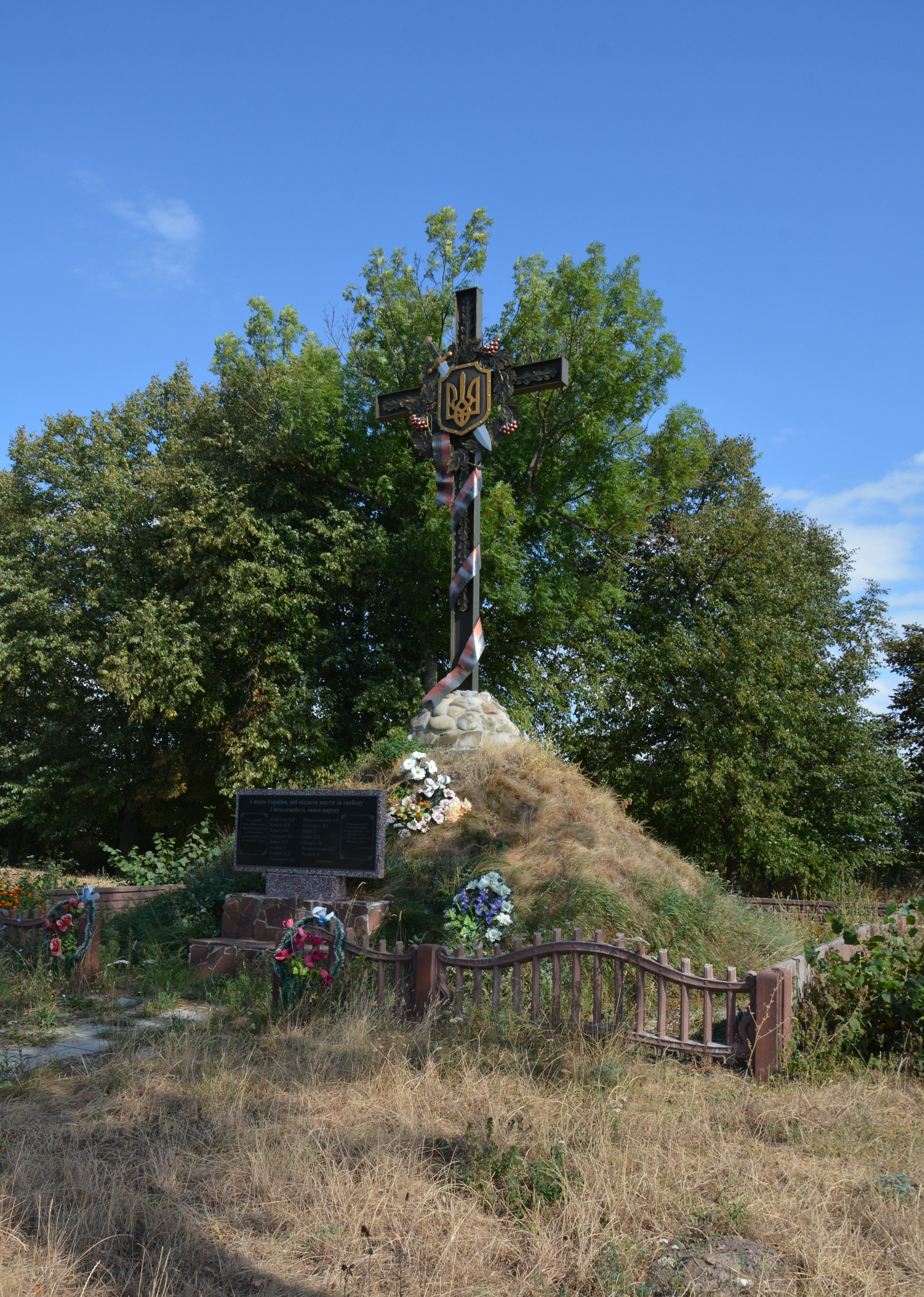
Меморіал та братська могила воїнів УПА (1943 р.) Загальний вид.